# Najwa Nimri
Najwa Nimri (Pamplona, 1972. február 14.) spanyol színésznő, énekesnő.

## Fiatalkora és családja
Nimri édesanyja baszk, édesapja (Karam Nimri) pedig jordániai. Van egy testvére, Karim Nimri, egy fiú féltestvére, Andre Nimri, és két lány féltestvére, Sara és Nadia Nimri. Najwának van egy unokatestvére is, aki (Antix) Alexander Nimier nevű énekes. 
Gyerekkorát Bilbaóban töltötte, jelenleg pedig Madridban él. Van egy fia, Teo Nabil, aki 2004. június 30-án született.

## Pályafutása
Első nagy filmszerepe a Salto al vacío volt, amely Daniel Calparsoro filmrendező első filmje volt. Énekes karrierje kis együttesekben kezdődött. 1996-ban megalapította a Najwajean együttest Carlos Jean-nal. Három szólóalbumot is kiadott. Házasságot kötött Daniel Calparsoróval, és 2004-ben született egy fia, Teo.
Több filmszerepe miatt is pozitív visszajelzéseket kapott: Ana szerepében a Sarkvidéki Kör szerelmeseiben, és Elena szerepében a Lucía y el sexo-ban. Mindkét filmet Julio Medem rendezte. Szerepelt Eduardo Noriega mellett az Abre los ojos és az El método filmekben.
Jelölték a 33. Goya-díjátadón is, a Quién te cantará legjobb színésznőjének járó Goya-díjért.
2019-ben Zulema Zahír néven tért vissza a Vis a vis: El oasis spin-ben, Maggie Civantos főszereplésével. 
Alicia Sierrát, a La casa de papel rendőrnői felügyelőjét alakította. 
Ő szinkronizálta Kate Laswell-t a 2019-es Call of Duty: Modern Warfare videojátékban.

### Énekesi karrier

#### Carlos Jean társszerzőjeként
- No Blood (1998) – No. 80
- Asfalto (2001) (soundtrack) – No. 175
- Guerreros (2002) (soundtrack) – No. 88
- Najwajean Selection (2002) (compilation album) – No. 108
- Till It Breaks (2008) – No. 20
- Bonzo (2015)

#### Najwajean zenéi
- I'm gonna be (1999)
- Garota de Ipanema (1999)
- Crime (2008)
- Waiting (2015)
- Bonzo (2015)
- Drive me (2016)

## Szólóalbumai
- Carefully (2001) – No. 76
- Mayday (2003) – No. 48
- Walkabout (2006) – No. 10 (50,000 copies sold; Gold)
- Donde rugen los volcanes (2012)
- Rat Race (2014)
- Viene de Largo (2020)

## Szólózenéi
- That Cyclone (2001) from Carefully – No. 37
- Following Dolphins (2001) from Carefully – No. 68
- Go Cain (2003) from Mayday – No. 20
- Hey Boys, Girls (2003) from Mayday – No. 26
- Capable (2006) from Walkabout – No. 3
- Push It (2006) from Walkabout
- Le Tien, Le Mien (2006) from Walkabout
- El último primate (2010) from El Ultimo primate
- Como un animal (2010) from El ultimo primate.
- Donde rugen los volcanes" (2012) from Donde rugen los volcanes
- Somos su nuevo invitado (2012) from Donde rugen los volcanes
- Feed Us (2014) from Rat Race
- Rat race (2014) from Rat Race
- Pijama (2014) from Rat Race
- Lento (2020) from Viene de largo
- Panpan (2020)
- Mira Como Van (2020)
- Santa Claus llego a la cuidad (2020)

## Filmszerepei

### Filmek
| Év   | Cím                            | Szerep             | Rendező                                |
| ---- | ------------------------------ | ------------------ | -------------------------------------- |
| 1995 | Salto al vacío                 | Álex               | Daniel Carparsoro                      |
| 1996 | Pasajes                        | Gabi               | Daniel Carparsoro                      |
| 1997 | Abre los ojos                  | Nuria              | Alejandro Amenábar                     |
| 1997 | Blinded                        | Marrubi            | Daniel Calparsoro                      |
| 1998 | Los amantes del círculo polar  | Ana (young)        | Julio Medem                            |
| 1998 | 9'8 m/s²                       | "Ella"             | Alfonso Amador Nicolás Méndez          |
| 1999 | The Citizen                    |                    | Jay Anania                             |
| 2000 | Guerreros                      |                    | Daniel Carparsoro                      |
| 2000 | Asfalto                        | Lucía              | Daniel Carparsoro                      |
| 2001 | Fausto 5.0                     | Julia              | Isidro Ortiz Álex Olle Carlos Padrissa |
| 2001 | Antes que anochezca            | Fina Zorilla Ochoa | Julian Schnabel                        |
| 2001 | Lucía y el sexo                | Elena              | Julio Medem                            |
| 2002 | Piedras                        | Leire              | Ramón Salazar                          |
| 2003 | Utopía                         | Ángela             | María Ripoll                           |
| 2003 | La reina del bar Canalla       | Linda              | Daniel Azancot                         |
| 2004 | A + (Amas)                     | Dam                | Xabier Ribera                          |
| 2004 | Agents secrets                 | María Menéndez     | Frédéric Schoendoerffer                |
| 2005 | El método                      | Nieves             | Marcelo Piñeyro                        |
| 2005 | 20-centímetros                 | "La Conejo"        | Ramón Salazar                          |
| 2006 | Trastorno                      | Natalia            | Fernando Cámara                        |
| 2006 | Las vidas de Celia             | Celia              | Antonio Chavarrías                     |
| 2007 | Mataharis                      | Eva                | Icíar Bollaín                          |
| 2007 | Oviedo Express                 | Bárbara            | Gonzalo Suárez                         |
| 2010 | Todo lo que tú quieras         | Marta              | Achero Mañas                           |
| 2010 | Route Irish                    | Marisol            | Ken Loach                              |
| 2010 | Habitación en Roma             | Edurne             | Julio Medem                            |
| 2011 | Verbo                          | Inés               | Eduardo Chapero-Jackson                |
| 2012 | The Wine of Summer             | Ana                | Maria Matteoli                         |
| 2013 | 10.000 noches en ninguna parte | Claudia            | Ramón Salazar                          |
| 2018 | Quién te cantará               | Lila               | Carlos Vermut                          |
| 2018 | El árbol de la sangre          | Macarena           | Julio Medem                            |
| 2018 | La octava dimensión            | Olga Calderón      | Kike Maíllo                            |

### Televíziós sorozatok
| Év           | Cím                                  | Szerep               | Epizódok    |
| ------------ | ------------------------------------ | -------------------- | ----------- |
| 2015–2019    | Vis a vis (Locked Up)                | Zulema Zahir         | 40 episodes |
| 2019–present | La casa de papel (A nagy pénzrablás) | Alicia Sierra Montes | 15 episodes |
| 2020         | Vis a vis: El Oasis                  | Zulema Zahir         | 8 episodes  |

### Podcastek
| Év   | Cím               | Szerep       | Epizódok                |
| ---- | ----------------- | ------------ | ----------------------- |
| 2020 | Vis a vis: Cara B | Zulema Zahir | Voice role, 10 episodes |

## Díjak és jelölések
| Év   | Díj                      | Kategória                                 | Jelölt mű                                     | Eredmény |
| ---- | ------------------------ | ----------------------------------------- | --------------------------------------------- | -------- |
| 1998 | 45th Ondas Awards        | Best Actress                              | Los amantes del círculo polar & Abre los ojos | Elnyerte |
| 1999 | 13. Goya-gála            | legjobb női főszereplő                    | Los amantes del círculo polar                 | Jelölve  |
| 2002 | 16. Goya-gála            | legjobb női mellékszereplő                | A szex és Lucia                               | Jelölve  |
| 2017 | 4th Feroz Awards         | Best Leading Actress (TV)                 | Vis a vis (Locked Up)                         | Jelölve  |
| 2019 | 6th Feroz Awards         | Best Leading Actress (TV)                 | Vis a vis (Locked Up)                         | Jelölve  |
| 2019 | 33. Goya-gála            | legjobb női főszereplő                    | Quién te cantará                              | Jelölve  |
| 2019 | 69th Fotogramas de Plata | Best Film Actress                         | Quién te cantará                              | Jelölve  |
| 2019 | 69th Fotogramas de Plata | Best TV Actress                           | Vis a vis (Locked Up)                         | Elnyerte |
| 2019 | 6th Platino Awards       | Best Actress in a Miniseries or TV Series | Vis a vis (Locked Up)                         | Jelölve  |

## Fordítás
Ez a szócikk részben vagy egészben  a   Najwa Nimri című angol Wikipédia-szócikk ezen változatának fordításán alapul.  Az eredeti cikk szerkesztőit annak laptörténete sorolja fel. Ez a jelzés csupán a megfogalmazás eredetét és a szerzői jogokat jelzi, nem szolgál a cikkben szereplő információk forrásmegjelöléseként.